# Spirostreptus armatus
Spirostreptus armatus är en mångfotingart som beskrevs av Karl Wilhelm Verhoeff 1941. Spirostreptus armatus ingår i släktet Spirostreptus och familjen Spirostreptidae. Inga underarter finns listade i Catalogue of Life.